# Онцила
Онцила, або леопард онцила (Leopardus tigrinus) — вид невеликих хижих плямистих південноамериканських ссавців із роду леопард (Leopardus) родини котові (Felidae). Раніше називався «тигрова кішка» (Felis pardinoides). У іспаномовних країнах Південної Америки також відомий під назвами «тигрина», «тигрилло», «кунаґаро» та ін. У Червоному списку Міжнародного союзу охорони природи фігурує як уразливий вид.
У 2013 році було запропоновано приписати популяцію в південній Бразилії до підвиду Leopardus guttulus, оскільки було виявлено, що популяція не схрещується із онцилами півночі Бразилії.
У 2024 році було запропоновано відділити новий таксон Leopardus pardinoides

## Еволюція
Генетичні дослідження показали, що філогенетична лінія роду Leopardus відокремилася від лінії спільного предка 8 млн років тому. Вид L. tigrinus відокремився від споріднених видів L. guigna та L. geoffroyi трохи менше ніж 0.9 млн років тому.
Філогенетичне древо роду Leopardus

|  | Leopardus pardalis — Оцелот |
|  |                             |
|  | Leopardus wiedii — Маргай   |
|  |                             |

|  | Leopardus colocolo — Колоколо |
|  |                               |
|  | Leopardus jacobita — Андський |
|  |                               |

|  | Leopardus tigrinus — Онцила                                                                |
|  |                                                                                            |
|  | \| \| Leopardus guigna — Кодкод \| \| \| \| \| \| Leopardus geoffroyi — Жофруа \| \| \| \| |
|  |                                                                                            |
|  | Leopardus guigna — Кодкод                                                                  |
|  |                                                                                            |
|  | Leopardus geoffroyi — Жофруа                                                               |
|  |                                                                                            |

|  | Leopardus guigna — Кодкод    |
|  |                              |
|  | Leopardus geoffroyi — Жофруа |
|  |                              |

|  | Leopardus colocolo — Колоколо |
|  |                               |
|  | Leopardus jacobita — Андський |
|  |                               |

|  | Leopardus tigrinus — Онцила                                                                |
|  |                                                                                            |
|  | \| \| Leopardus guigna — Кодкод \| \| \| \| \| \| Leopardus geoffroyi — Жофруа \| \| \| \| |
|  |                                                                                            |
|  | Leopardus guigna — Кодкод                                                                  |
|  |                                                                                            |
|  | Leopardus geoffroyi — Жофруа                                                               |
|  |                                                                                            |

|  | Leopardus guigna — Кодкод    |
|  |                              |
|  | Leopardus geoffroyi — Жофруа |
|  |                              |

|  | Leopardus pardalis — Оцелот |
|  |                             |
|  | Leopardus wiedii — Маргай   |
|  |                             |

|  | Leopardus colocolo — Колоколо |
|  |                               |
|  | Leopardus jacobita — Андський |
|  |                               |

|  | Leopardus tigrinus — Онцила                                                                |
|  |                                                                                            |
|  | \| \| Leopardus guigna — Кодкод \| \| \| \| \| \| Leopardus geoffroyi — Жофруа \| \| \| \| |
|  |                                                                                            |
|  | Leopardus guigna — Кодкод                                                                  |
|  |                                                                                            |
|  | Leopardus geoffroyi — Жофруа                                                               |
|  |                                                                                            |

|  | Leopardus guigna — Кодкод    |
|  |                              |
|  | Leopardus geoffroyi — Жофруа |
|  |                              |

|  | Leopardus colocolo — Колоколо |
|  |                               |
|  | Leopardus jacobita — Андський |
|  |                               |

|  | Leopardus tigrinus — Онцила                                                                |
|  |                                                                                            |
|  | \| \| Leopardus guigna — Кодкод \| \| \| \| \| \| Leopardus geoffroyi — Жофруа \| \| \| \| |
|  |                                                                                            |
|  | Leopardus guigna — Кодкод                                                                  |
|  |                                                                                            |
|  | Leopardus geoffroyi — Жофруа                                                               |
|  |                                                                                            |

|  | Leopardus guigna — Кодкод    |
|  |                              |
|  | Leopardus geoffroyi — Жофруа |
|  |                              |

## Зовнішній вигляд
Назва цієї дикої кішки перекладається як «маленький ягуар», оскільки будовою і забарвленням вона нагадує мініатюрного ягуара. При цьому онцила — найменша з кішок Неотропічної області; за розмірами вона навіть менша від своїх родичів, оцелота і марги. Онцила трохи більша за звичайну домашню кішку; маса великого самця становить близько 2,8-3 кг при довжині тіла до 65 см. Хвіст онцили коротший (30—40 см), а очі й вуха порівняно більші, ніж у інших представників роду Leopardus.
Хутро онцили м'яке і коротке. Забарвлення хутра вохристе, з білуватим черевцем і грудьми, світлими відмітинами на морді. Малюнок на спині і боках складається з кільцеподібних, неправильної форми темних плям, розташованих подовжніми рядами. Плями суцільні, не розсипаються на окремі цятки. Хвіст укритий поперечними темними плямами, які ближче до кінця хвоста зливаються в кільця. Вуха округлі, із зовнішнього боку чорні, з білою цяточкою посередині. Часто зустрічаються кішки-меланісти; їх кількість доходить до 1/5 від всієї популяції.

## Розповсюдження
Онцила зустрічається від Коста-Рики і північної Панами до південного сходу Бразилії і півночі Аргентини. Повідомлень про зустрічі з нею в басейні Амазонки немає; мабуть ареал онцили обмежений гірськими і субтропічними лісами. Її ареал дуже мозаїчний, і в більшості місць вона рідкісна.

## Підвиди
Відомо 3-4 підвиди онцили, що відрізняються тоном основного забарвлення, довжиною шерсті та інтенсивністю малюнка:
- Leopardus tigrinus tigrinus — водиться на сході Венесуели, в Гаяні і на північному сході Бразилії
- Leopardus tigrinus guttulus — водиться в центральній і південній Бразилії, Уругваї, Парагваї, на півночі Аргентини
- Leopardus tigrinus pardiniodes — водиться на заході Венесуели, в Колумбії і Еквадорі.

## Спосіб життя
Онцили мешкають у субтропічних лісах, віддаючи перевагу вологим вічнозеленим і гірським «туманним» лісам на висоті до 3000 м над рівнем моря. Вони також зустрічаються в сухих лісах Венесуели, в покинутих посадках евкаліптів і на ділянках із вирубаним лісом, зокрема недалеко від людських поселень.
Онцила — практично невивчений вид. Мабуть, вона веде поодинокий спосіб життя, активна переважно вночі, а вдень відпочиває в гілках дерев, де строкате протекційне забарвлення робить її майже непомітною.

## Харчування
Полює кішка на дрібних гризунів, птахів, можливо, на неотруйних змій і деревних жаб. Повідомлялося, що в Бразилії онцилли ловлять невеликих приматів.

## Розмноження
Еструс триває від 3 до 9 днів, старіші кішки мають коротший період. Самиці народжують від одного до трьох кошенят через 74–76 днів вагітності. Кошенята відкривають очі через 8–17 днів після народження. На відмінно від інших котових, у онцил всі зуби прорізуються одночасно через 21 дні. Кошенята не приймають ніякої їжі, окрім материнського молоко допоки їм не виповниться 38–56 днів. Повністю відлучаються від годування молоком лише у три місяці.
Статевої дозрілості онцилли досягають у 2–2,5 роки. У дикій природі живуть приблизно 11 років, але є випадки про кішок, які досягали у 17 років.

## Статус популяції і охорона
Онцили поширені на великій території, проте зустрічаються досить рідко. У 1970–80-х рр. через своє красиве хутро вони були об'єктом полювання і їх убивали до декількох десятків тисяч. Тільки у 1983 р. у браконьєрів було конфісковано 84 000 шкур онцил. Її сучасна популяція оцінюється приблизно в 50 000 дорослих особин, проте ця цифра поступово зменшується через вирубування лісів під плантації кави і полювання.
В даний час на більшій частині ареалу полювання на онцил заборонене, проте вони як і раніше не перебувають під охороною в Еквадорі, Гаяні, Нікарагуа, Панамі і Перу. У 1989 р. CITES (Міжнародна Конвенція про торгівлю дикими тваринами і рослинами) внесла онцилу до Додатку I.
У неволі онцила непогано приручається, проте в європейських зоопарках вона рідкісна.

## Галерея

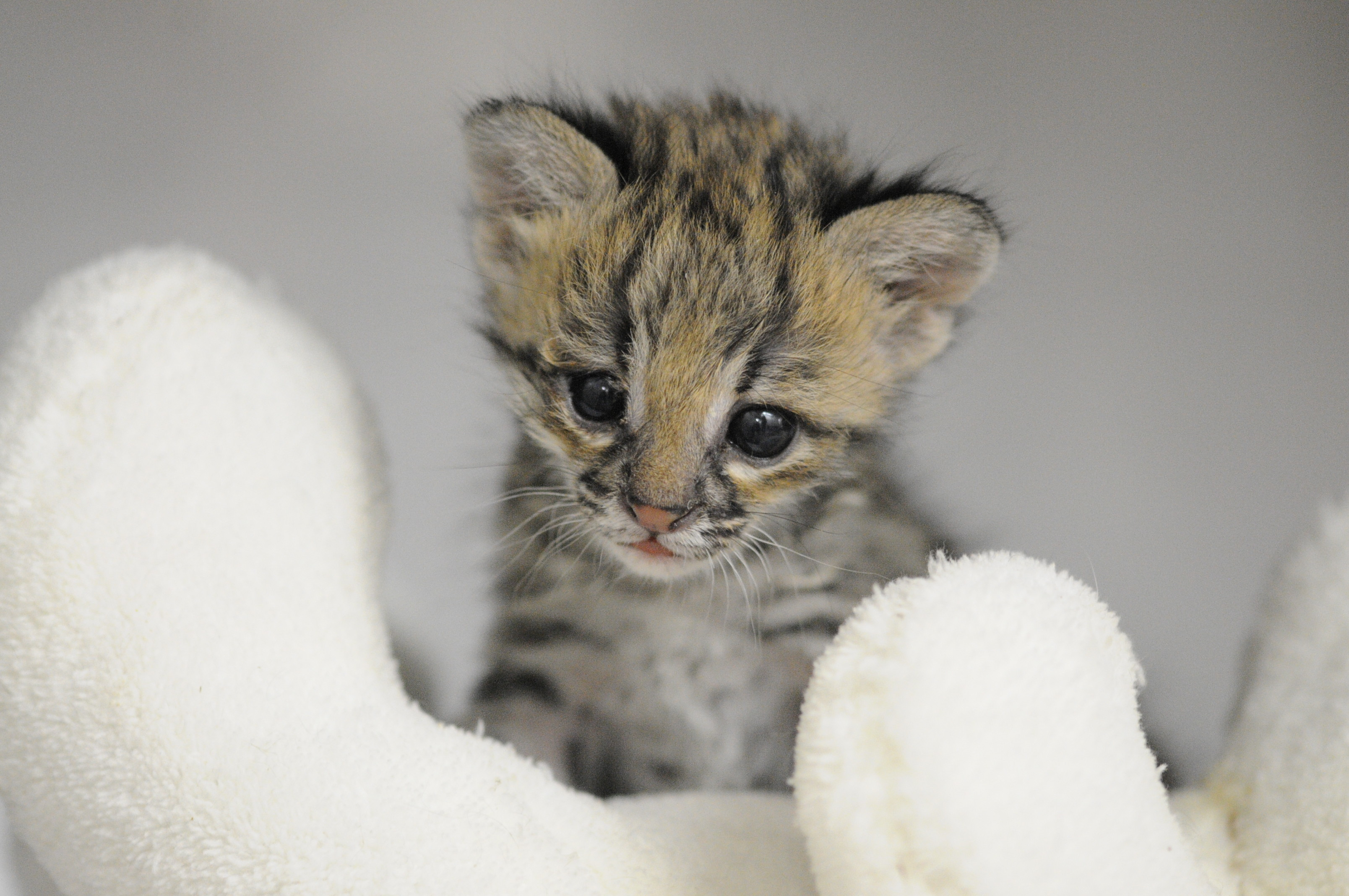
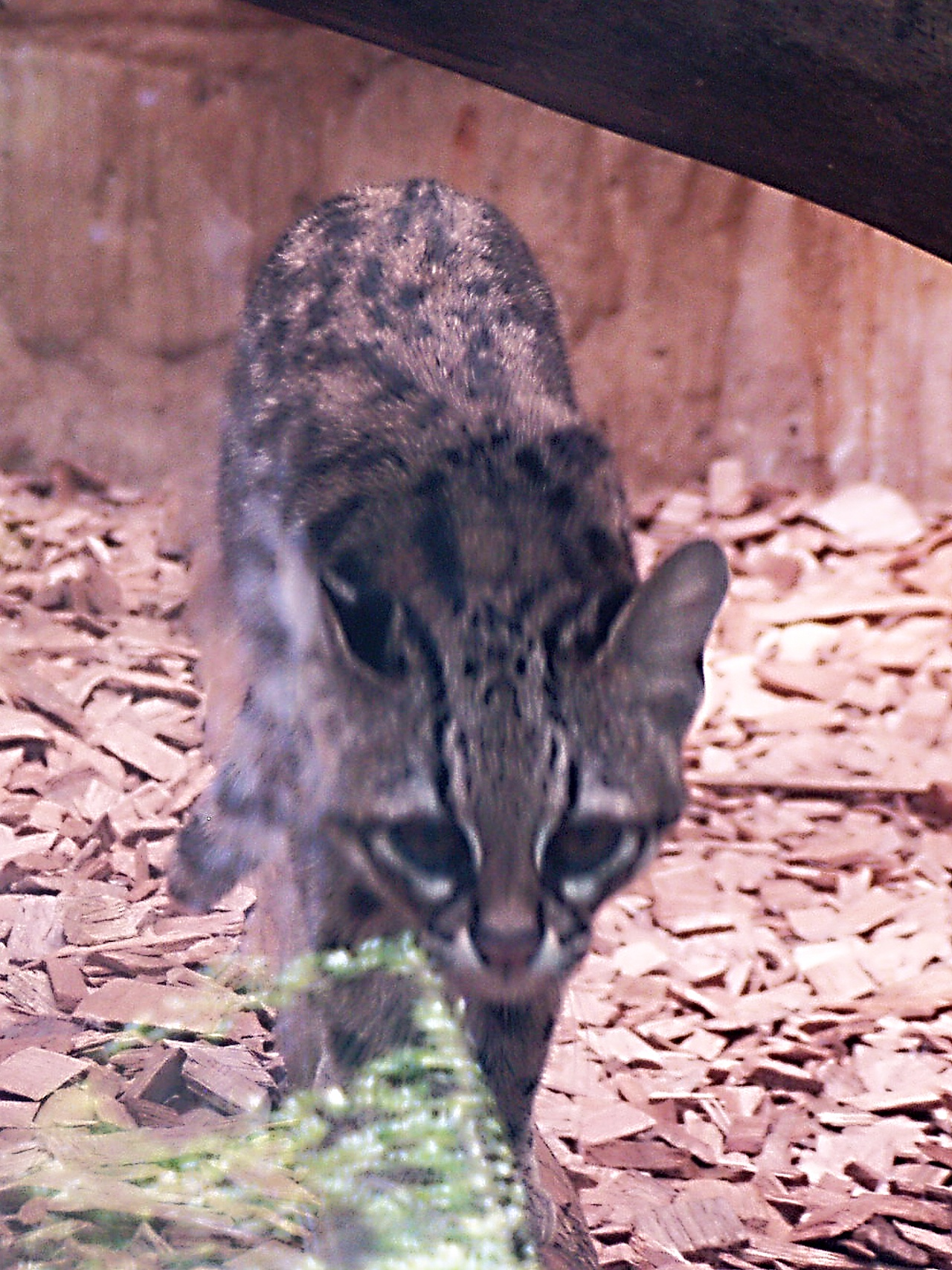
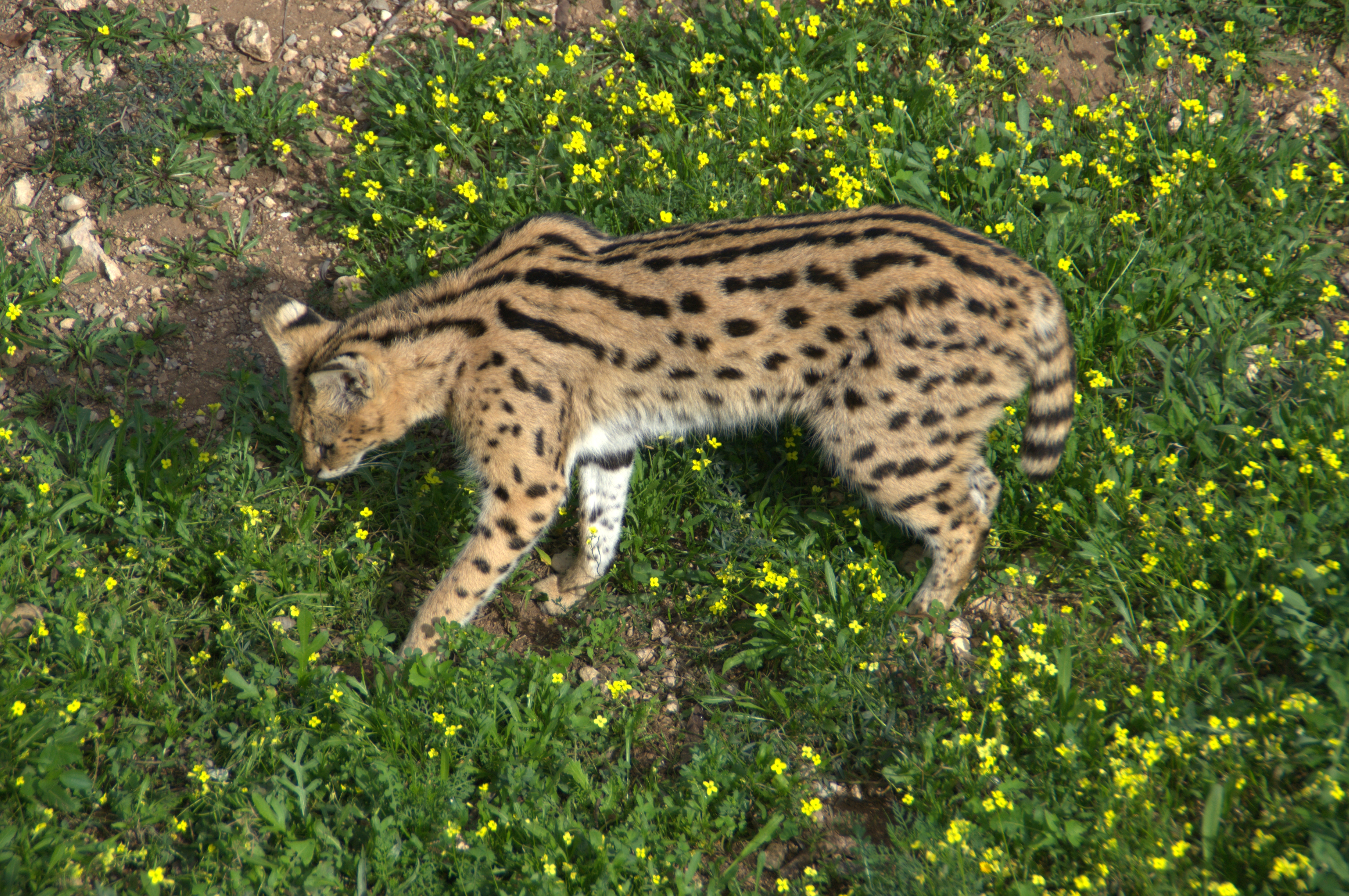
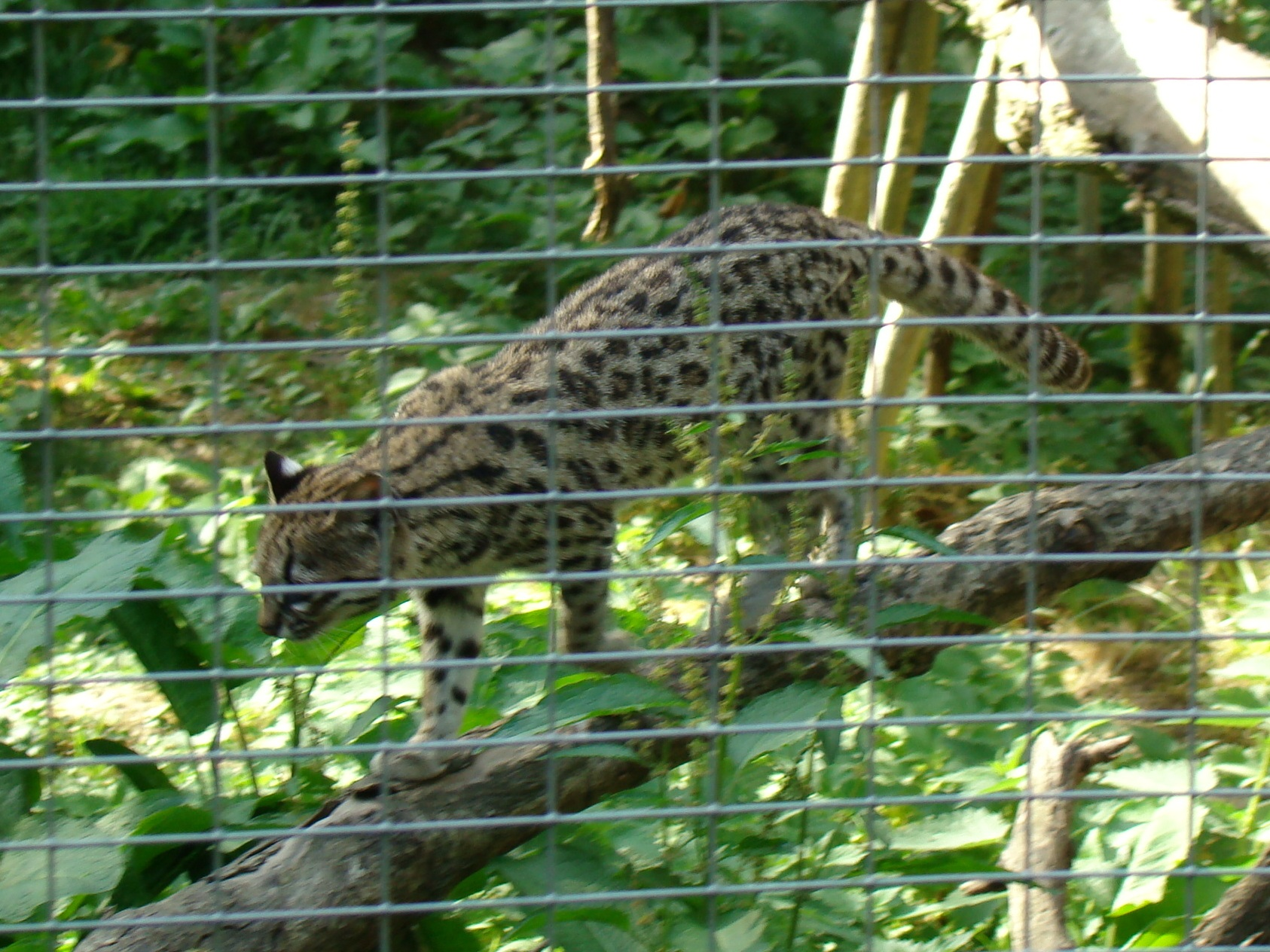
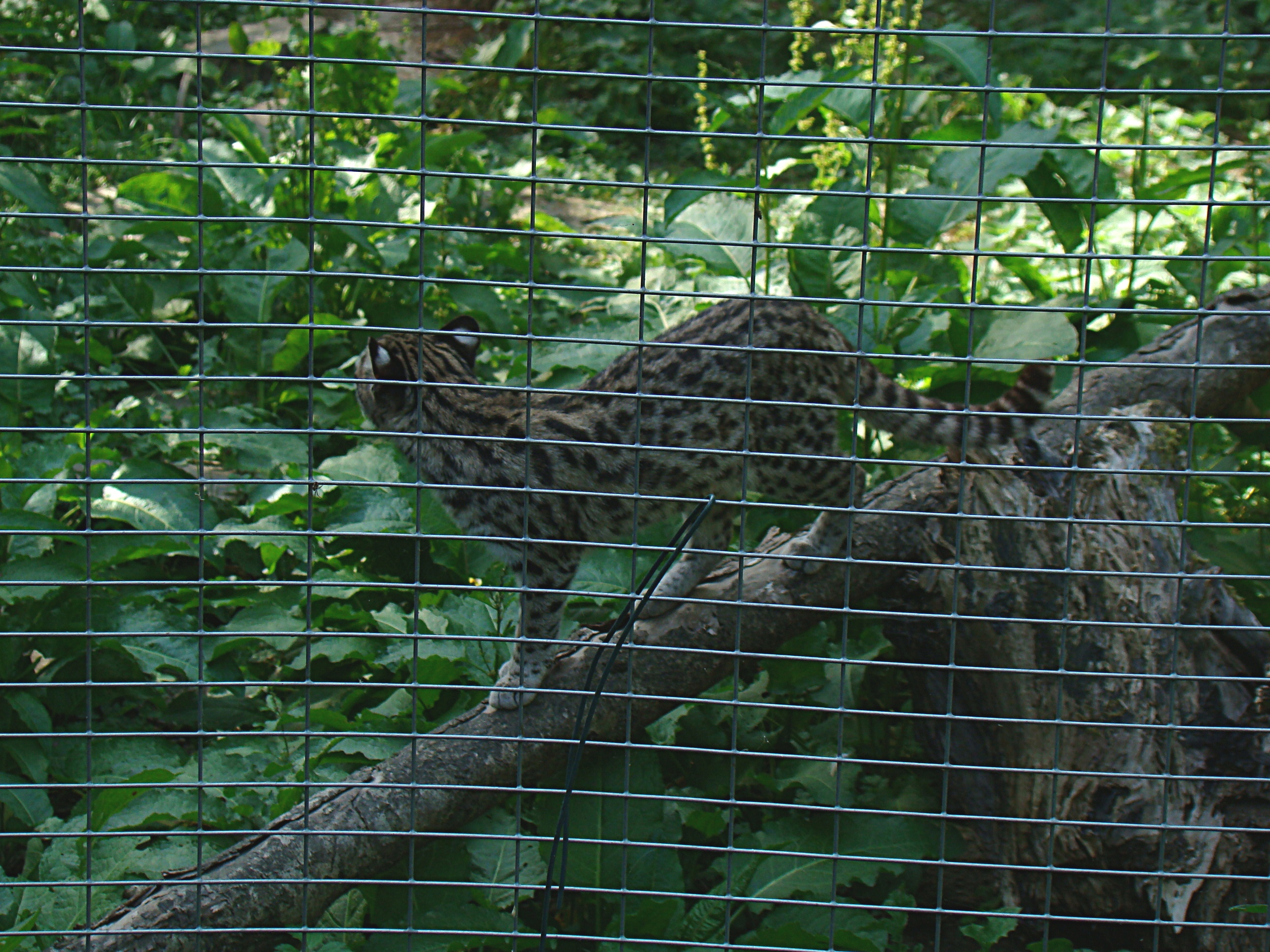